# Apallates coxendix
Apallates coxendix är en tvåvingeart som först beskrevs av Fitch 1856.  Apallates coxendix ingår i släktet Apallates och familjen fritflugor. Inga underarter finns listade i Catalogue of Life.